# ثاولة (بعدان)

تعديل مصدري - تعديل

ثاولة هي إحدى قرى عزلة المنار بمديرية بعدان التابعة لمحافظة إب، بلغ تعداد سكانها 292 نسمة حسب تعداد اليمن لعام 2004.